# Клиент (фильм)
«Клиент» (англ. The Client) — художественный фильм режиссёра Джоэла Шумахера. Экранизация одноимённого произведения Джона Гришэма.

## Сюжет
Одиннадцатилетний Марк Свей и его младший брат Рикки курят сигареты в лесу возле своего дома, когда они сталкиваются с адвокатом мафии В. Джеромом Клиффордом. Клиффорд говорит Марку, что он собирается убить себя, чтобы избежать убийства Барри Малдано по прозвищу «Лезвие», племянника печально известного главаря мафии Джонни Сулари. Рикки впадает в кататонический ступор после увиденного самоубийства и госпитализирован в больницу Святого Петра. Власти и мафия намерены узнать, что Клиффорд сказал Марку перед смертью о том, где похоронен сенатор Луизианы, который ранее был убит Малдано.
Марк встречает Реджину «Реджи» Лав, адвоката, которая соглашается представлять его интересы. Они быстро сталкиваются с «Преподобным» Роем Фолтригом, знаменитым и тщеславным федеральным прокурором, который использует дело в качестве трамплина для своих политических амбиций. Тем временем, выясняется, что Сулари никогда не давал согласия Малдано на устранение сенатора, и хочет, чтобы Малдано узнал, сколько знают об этом мальчики. Также он должен перенести тело сенатора, но в настоящее время это невозможно, потому что он похоронен в эллинге Клиффорда, а полиция ведёт расследование его самоубийства.
Фолтриг продолжает использовать законные средства, чтобы заставить Марка показать, где спрятано тело, в то время как Сулари приказывает Малдано убить детей и Реджи. Он также приказывает, чтобы тело было перемещено, как только расследование в доме Клиффорда завершится. Марку угрожает в больничном лифте член мафии Пол Гронке, и он не может поговорить с Фолтригом.
Марк и Реджи едут в Новый Орлеан, чтобы подтвердить, что тело находится на территории, принадлежавшей Клиффорду. Реджи намерена использовать эту информацию, чтобы заключить сделку с Фолтригом для оказания специализированной медицинской помощи Рикки и помещения семьи в программу защиты свидетелей. Реджи и Марк прибывают в дом Клиффорда той же ночью, что Малдано и его сообщники. Они выкапывают тело, затем следует рукопашная схватка, когда Марка и Реджи обнаруживают. Малдано и остальные бандиты разбегаются после того, как Реджи стреляет в блок управления сигнализации у соседей.
Фолтриг соглашается на предложение Реджи в обмен на информацию о местоположении тела. Прежде чем семья Свей уезжает, чтобы продолжить свою жизнь под новыми именами, Марк и Реджи сердечно прощаются. Малдано начинает злиться на своих соратников по мафии, испортивших всё предприятие, а Сулари, устав от борьбы с Малдано, планирует его устранение. Заполучив тело сенатора, Фолтриг заявляет о намерении баллотироваться на пост губернатора.

## В ролях
| Актёр            | Роль                         |
| ---------------- | ---------------------------- |
| Сьюзан Сарандон  | Реджи Лав                    |
| Томми Ли Джонс   | Рой Фолтриг                  |
| Брэд Ренфро      | Марк Свэй                    |
| Мэри-Луиз Паркер | Дайана Свэй                  |
| Энтони Лапалья   | Барри Малдано                |
| Осси Дэвис       | судья Гарри Рузвельт         |
| Уолтер Олкевич   | адвокат Джером Роми Клиффорд |

## Сборы
Картина имела финансовый успех, собрав 92 115 211 долларов в своей стране и ещё 25,5 млн долларов за рубежом.

## Награды и номинации
- 1995 — номинация на премию «Оскар» за лучшую женскую роль (Сьюзан Сарандон)
- 1995 — премия BAFTA за лучшую женскую роль (Сьюзан Сарандон)
- 1995 — номинация на премию Гильдии киноактёров США за лучшую женскую роль (Сьюзан Сарандон)